# Championnats d'Océanie de cyclisme sur route 2013
Navigation
Championnats d'Océanie 2012 Championnats d'Océanie 2014
Les Championnats d'Océanie de cyclisme sur route 2013 ont lieu du 14 au 17 mars 2013 à Canberra en Australie.

## Podiums masculins
| Compétitions             | Or            | Argent             | Bronze        |
| Élites                   |               |                    |               |
| Course en ligne          | Cameron Meyer | Damien Howson      | Jack Anderson |
| Contre-la-montre         | Paul Odlin    | Benjamin Dyball    | Joseph Cooper |
| Hommes - Moins de 23 ans |               |                    |               |
| Course en ligne          | Damien Howson | Adam Phelan        | Jack Haig     |
| Contre-la-montre         | Damien Howson | Campbell Flakemore | Adam Phelan   |

## Podiums féminins
| Compétitions     | Or              | Argent           | Bronze            |
| Élites           |                 |                  |                   |
| Course en ligne  | Katrin Garfoot  | Amy Bradley      | Carla Ryan        |
| Contre-la-montre | Taryn Heather   | Grace Sulzberger | Ruth Corset       |
| Juniors          |                 |                  |                   |
| Course en ligne  | Josie Talbot    | Alexandra Manly  | Madeline Marshall |
| Contre-la-montre | Emily McRedmond | Alexandra Manly  | Lucy Kirk         |